# Casina
Cásina es una de las obras de teatro del comediógrafo latino Plauto. Es una reescritura de una comedia griega de Dífilo titulada Κληρούμενοι que Plauto tituló Sortientes. 
Al modelo griego se agregan en la comedia latina groseros chistes y obscenidades acomodados al gusto de los romanos. Cásina ha llegado hasta nosotros censurada; sobre todo, en sus últimas escenas.

## Trasfondo
Escrita en torno al 200 a. C., es ya una obra de madurez de Plauto; la historia de la literatura plautina no ha sido, sin embargo, tan generosa con Cásina como con Miles y con Anfitrión, por ejemplo, quizá debido a su escabrosidad interna, y se nos ha transmitido como una obra más del elenco plautino.
En Cásina, no obstante, se desarrolla uno de los temas preferidos de Plauto y brilla con luz propia el prototipo de un personaje imprescindible en la posterior Comedia Universal: el viejo verde, que agudiza su ingenio ante la adversidad para poder satisfacer sus amores.
Cásina se diferencia también de sus hermanas de mayor renombre en el desarrollo escénico y en que su lenguaje está en consonancia con el tema que trata: menudean frases, alusiones y gesticulaciones que a buen seguro harían las delicias de la plebe romana de la más baja estofa. Esto puede explicar el hecho de que Cásina haya estado vetada en pasadas etapas históricas y se haya puesto como paradigma del Plauto barriobajero que busca la carcajada a cualquier precio.
A diferencia de otras obras de Plauto en que las referencias a la homosexualidad son pasajeras o están presentes como bromas hacia personajes con características identificadas como femeninas, en Cásina tiene un rol más prominente y menos estereotipado. Además del clímax de la obra, en que dos hombres intentan tener relaciones con un tercero disfrazado de novia, el personaje de Lisídamo, quien no es descrito con características identificadas como femeninas, es bisexual y en la obra referencia varias veces su deseo carnal por su esclavo Olimpio.

## Argumento
Un viejo libertino llamado Lisídamo se enamora de la mismo mujer que su hijo, llamada Cásina. El viejo intenta casarla con un esclavo suyo llamado Olimpio con quien ha acordado que, en caso de que el plan funcione, le dejaría acostarse con Cásina de vez en cuando.
Un esclavo del hijo llamado Calino le revela a la esposa de Lisídamo el convenio. Para impedir el enlace, la esposa disfraza a Calino de Cásina durante la boda, sin que Lisídamo u Olimpio noten la diferencia. Durante la noche de boda, ambos intentan acostarse con Cásina en un cuarto totalmente a oscuras, pero finalmente fallan al descubrir en la oscuridad el pene de Calino, que confunden con un pepino o algún otro vegetal.
Lisídamo termina humillado ante el embuste y pide perdón a su esposa. Cásina, que es reconocida hija de un ciudadano libre, se une en matrimonio con el hijo del anciano a quien primero favoreció la suerte pero después fue vencido por la astucia.

## Personajes
- El viejo LISÍDAMO (LYSIDAMVS SENEX): viejo mujeriego y bisexual,[1] casado con Cleóstrata, que está enamorado de Cásina. Utiliza a su esclavo Olimpio haciendo que se case con ella para poder visitarla él con más facilidad.

- El capataz OLIMPIO[3] (OLYMPIO VILICVS):[4] agricultor y esclavo de Lisídamo cuya misión es casarse con Cásina para que Lisídamo pueda tenerla.

- El siervo CALINO[5] (CHALINVS SERVOS): Mayordomo de Lisídamo y Cleóstrata cuya misión es conseguir casarse con Cásina, mandado por Cleóstrata, para que no sea Lisídamo quien se case con ella. Calino no se lleva bien con Olimpio, y tienen muchas peleas.

- La mujer[6] CLEÓSTRATA[7] (CLEOSTRATA MVLIER): esposa de Lisídamo; no se llevan bien, y tienen muchas peleas.

- La esclava PARDALISCA[8] (PARDALISCA ANCILLA): dulce e inocente sierva de Lisídamo y Cleóstrata.

- La mujer MIRRINA[9] (MYRRHINA MVLIER): la vecina. Típica vieja cotilla y chismosa. Íntima amiga de Cleóstrata.

- El viejo ALCÉSIMO (ALCESIMVS SENEX): marido de Mirrina y amigo de Lisídamo.

- El COCINERO (COQVOS).

- El AULETA (TIBICEN).[10]

- CÁSINA: Núcleo de toda la trama aun siendo un personaje fantasma. La más hermosa de las romanas. Todo el mundo quiere conquistarla.

## Influencia posterior
El músico castellanoleonés Igor Escudero compuso en el 2013 la ópera de cámara Cásina, basada en la comedia de Plauto. Fue estrenada ese mismo año en Las Cuevas de Soria.